# Modisimus palenque
Modisimus palenque är en spindelart som beskrevs av Willis J. Gertsch 1977. Modisimus palenque ingår i släktet Modisimus och familjen dallerspindlar. Inga underarter finns listade i Catalogue of Life.